# انویک
انویک (تلفظ در فرانسوی: [ɛ̃vik]; برتون: Henvig) یک کمون در دپارتمان فینیستر در منطقهٔ برتانی در شمال غربی فرانسه است.

## جمعیت
ساکنان انویک در زبان فرانسوی Henvicois نامیده می‌شوند.